# رنكبور
رنكبور (بالبنغالية: রংপুর)‏ هي مدينة، في بنغلاديش، تقع في مقاطعة رانجبور، وهي عاصمتها، بلغ عدد سكانها 294,265  نسمة وذلك حسب إحصائيات سنة 2011، رمزها البريدي هو 5400.

## المناخ
يظهر الجدول التالي التغييرات المناخية على مدار السنة لرنكبور:
| البيانات المناخية لـرنكبور            | البيانات المناخية لـرنكبور | البيانات المناخية لـرنكبور | البيانات المناخية لـرنكبور | البيانات المناخية لـرنكبور | البيانات المناخية لـرنكبور | البيانات المناخية لـرنكبور | البيانات المناخية لـرنكبور | البيانات المناخية لـرنكبور | البيانات المناخية لـرنكبور | البيانات المناخية لـرنكبور | البيانات المناخية لـرنكبور | البيانات المناخية لـرنكبور | البيانات المناخية لـرنكبور |
| الشهر                                 | يناير                      | فبراير                     | مارس                       | أبريل                      | مايو                       | يونيو                      | يوليو                      | أغسطس                      | سبتمبر                     | أكتوبر                     | نوفمبر                     | ديسمبر                     | المعدل السنوي              |
| ------------------------------------- | -------------------------- | -------------------------- | -------------------------- | -------------------------- | -------------------------- | -------------------------- | -------------------------- | -------------------------- | -------------------------- | -------------------------- | -------------------------- | -------------------------- | -------------------------- |
| متوسط درجة الحرارة الكبرى °م (°ف)     | 24.4 (75.9)                | 27.1 (80.8)                | 31.5 (88.7)                | 34.1 (93.4)                | 32.6 (90.7)                | 31.8 (89.2)                | 31.7 (89.1)                | 31.8 (89.2)                | 31.8 (89.2)                | 30.9 (87.6)                | 28.4 (83.1)                | 25.6 (78.1)                | 30.1 (86.3)                |
| متوسط درجة الحرارة الصغرى °م (°ف)     | 10.3 (50.5)                | 12.0 (53.6)                | 15.9 (60.6)                | 21.0 (69.8)                | 23.0 (73.4)                | 24.7 (76.5)                | 25.7 (78.3)                | 26.3 (79.3)                | 25.6 (78.1)                | 22.3 (72.1)                | 16.4 (61.5)                | 12.2 (54.0)                | 19.6 (67.3)                |
| الهطول مم (إنش)                       | 9 (0.4)                    | 12 (0.5)                   | 26 (1.0)                   | 78 (3.1)                   | 291 (11.5)                 | 481 (18.9)                 | 461 (18.1)                 | 352 (13.9)                 | 315 (12.4)                 | 154 (6.1)                  | 10 (0.4)                   | 3 (0.1)                    | 2٬192 (86.3)               |
| المصدر: Climate-Data.org,Climate data |                            |                            |                            |                            |                            |                            |                            |                            |                            |                            |                            |                            |                            |

## أعلام
- طارق أحمد
- أبو سادات محمد صائم